# ISO/IEC 9075
ISO/IEC 9075: "Tecnologías de la Información - Lenguajes de bases de datos - SQL" es una norma ISO para el lenguaje de consulta estructurado, y se considera que especifica el mínimo de lo que debe cumplir un motor de base de datos en términos de sintaxis SQL, que se denomina Core SQL. La norma también define una serie de características opcionales.

## Versiones del estándar
Las distintas versiones del estándar a lo largo de su historia han sido las siguientes:
- SQL-86 (o SQL-87) o ISO 9075:1987 es el estándar de 1987
- SQL-89 o ISO/IEC 9075:1989 es el estándar de 1989
- SQL-92 o ISO/IEC 9075:1992 es el estándar de 1992
- SQL:1999 o ISO/IEC 9075:1999 es el estándar de 1999
- SQL:2003 o ISO/IEC 9075:2003 es el estándar de 2003
- SQL:2006 o ISO/IEC 9075:2006 es el estándar de 2006
- SQL:2008 o ISO/IEC 9075:2008 es el estándar de 2008
- SQL:2011 o ISO/IEC 9075:2011 es el estándar de 2011
- SQL:2016 o ISO/IEC 9075:2016 es el estándar de 2016

El ISO/IEC 9075-14:2016 es la versión vigente actualmente, la cual anula a:
- ISO/IEC 9075-14:2011
- ISO/IEC 9075-14:2011/Cor 2:2015
- ISO/IEC 9075-14:2011/Cor 1:2013